# Emilia Baylo
Emilia Baylo (Lérida,  1 de diciembre de 1946-Zaragoza, 9 de junio de 2022) fue una bailarina, coreógrafa y maestra de danza clásica española.

## Trayectoria
Baylo estudió danza clásica con la bailarina María de Ávila, perteneciendo a la generación de un grupo de bailarines y luego profesores, formados en su escuela, como Víctor Ullate, Carmen Roche y Carmen de la Figuera. Se dedicó profesionalmente al baile entre los 18 y los 24 años. Posteriormente, trabajó durante 40 años formando a profesionales, primero en el teatro Centro Mercantil Industrial y Agrícola y después en su estudio de danza, hasta su despedida en 2018.
Entre su alumnado figura una gran cantidad de bailarines de éxito, como Miguel Ángel Berna, Ruth Miró (primera bailarina del ballet de Víctor Ullate durante catorce años; estrella del Béjart Ballet Lausanne durante diez años; primera bailarina del ballet de la Ópera de Lyon), Nieves Baquero, Víctor Orive (bailarín de la compañía de Ullate durante años, coreógrafo), Natalia Arregui (bailarina de la compañía de Víctor Ullate durante quince años), Iris Pomares, Natalia Santiago, Inma Chopo, Elena Gil Más o Ana Continente.
Además, coreografió la obra Memoria de Bolero: una comedia musical, participó en varias ediciones del Encuentro Coreográfico de Danza Contemporánea y fue ponente del seminario Abriendo puertas a la creatividad: El arte como instrumento de aprendizaje, salud y felicidad.

## Reconocimientos
En 2018, la realizadora Vicky Calavia la seleccionó como protagonista para su documental La ciudad de las mujeres. Al año siguiente, en 2019, Baylo fue seleccionada para leer el Mensaje del Día Internacional de la Danza en su celebración en Zaragoza.
A título póstumo, durante el VII Congreso Nacional de Danza e Investigación (2022), se proyectó un vídeo en homenaje a Baylo. En esa misma línea, la exposición CISNES. Cien años de Danza Clásica en Zaragoza (2022) comienza por el estudio de Danza de Baylo.
En 2023, el bosque de la danza de Logroño puso su nombre a uno de los árboles plantados con motivo del Día Internacional de la Danza.